# باغ‌های جهان با آدری هپبورن

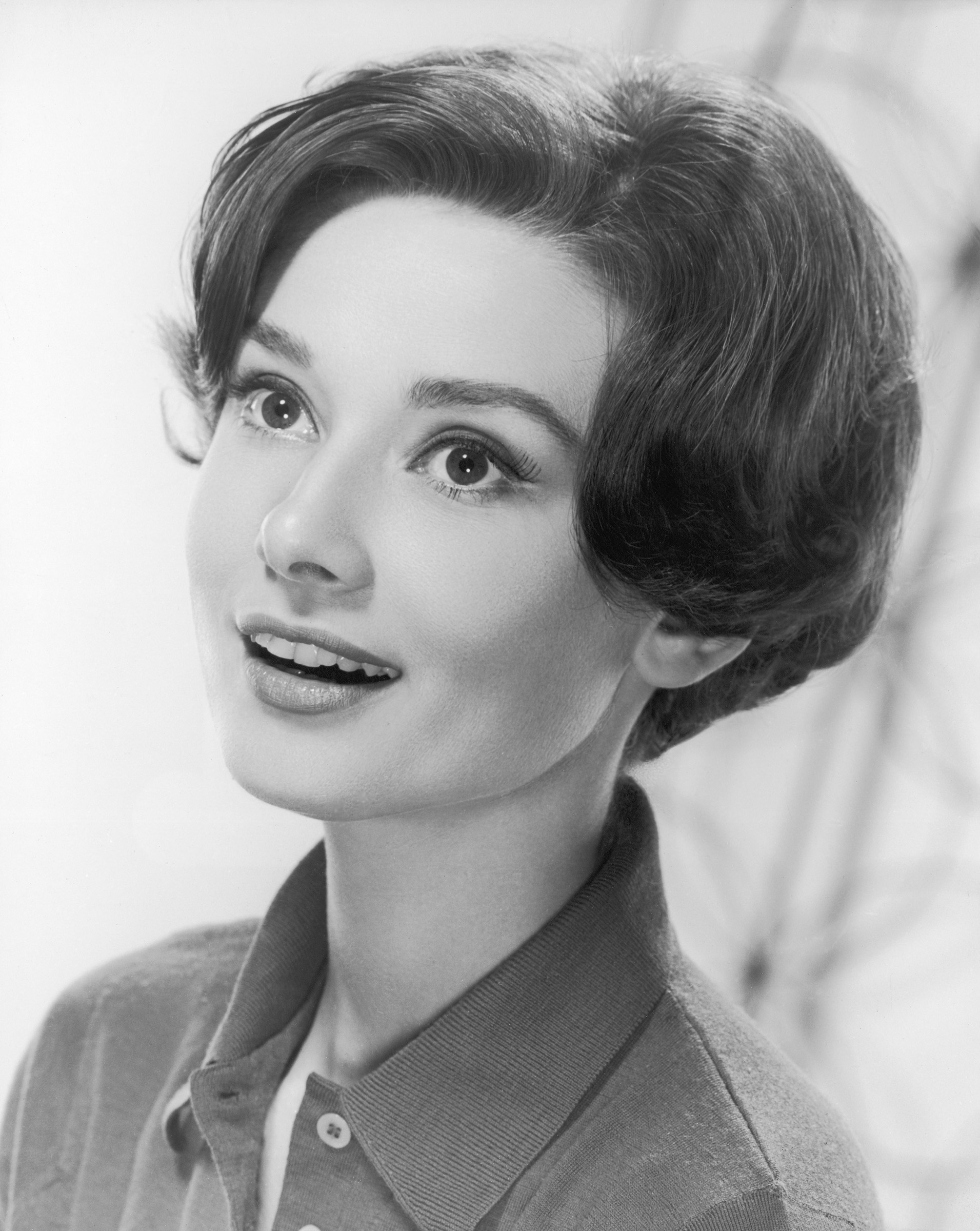
آدری هپبرن

باغ‌های جهان با آدری هپبرن یک مجموعه تلویزیونی مستند دهه ۱۹۹۰ است که در لوکیشن برخی از زیباترین باغ‌های جهان فیلم برداری شد. این سریال با مجری‌گری آدری هپبرن
```
برگزار شد، که هپبرن در کنار 
مایکل یورک
 این سریال را روایت کرد.
```

آدری هپبرن، که عاشق طبیعت و باغ‌ها بود ، فرصتی نادر دید که زیبایی این باغ‌ها را به شیوه های شاعرانه و معنادار در باغ‌های جهان به نمایش بگذارد . تصور منحصر به فرد او از این سریال، تلفیق جنبه‌های تاریخی و زیبایی شناختی با هنرهای ادبیات، موسیقی و نقاشی بود. هپبرن بعد از مرگش در ۱۹۹۳ برای این سریال جایزه امی را دریافت کرد.
بک برنامه ویژه یک ساعته مقدماتی در PBS در مارس ۱۹۹۱، پخش شش قسمت نیم ساعته در ۲۴ ژانویه ۱۹۹۳ آغاز شد. دو قسمت دیگر همراه با پخش مجدد سریال شش قسمتی توسط تلویزیون خانگی و باغ در ژانویه ۱۹۹۶ به نمایش در آمد. این سریال در بیش از ۳۰ کشور در سطح بین المللی به نمایش درآمد. DVD از هر ۸ برنامه در ۱۹۹۹ منتشر شد. در سپتامبر ۲۰۰۶، نسخه طولانی‌تر دی وی دی منتشر شد.
فیلم برداری  اصلی آدری هپبرن در بهار و تابستان ۱۹۹۰ در باغ‌های عمومی و خصوصی مهم در انگلیس، فرانسه، ایتالیا، ژاپن، هلند، جمهوری دومینیکن و ایالات متحده انجام شد. شریک زندگی وی رابرت ولدزر در زمان تولید با هپبرن همراه بود: «فیلم برداری تبدیل به یک روند شخصی و خلاقانه برای او شد. او نه تنها در زیبایی باغ‌ها بلکه در ریشه و تکامل آنها محو شد.» همچنین در آن تابستان، هپبرن پیشگفتار کتاب همراه سریال را از خانه‌اش در تولوشناز، سوئیس نوشت.
در ژانویه ۱۹۹۱، هپبرن روایت سریال را در لس آنجلس ضبط کرد و بر روی جلد خانه و باغ ظاهر شد.

## لینک های خارجی
- خاطراتی از مادرم ، آدری هپبورن ، باغبان ، توسط لوکا دوتی ، تلگراف
- Baxoftheworld.org